# Список послов СССР и России в Омане
В статье представлен список послов СССР и России в Омане.
- 26 сентября 1985 г. — установлены дипломатические отношения.
- 1986 г. — обмен посольствами.

## Список послов
| Срок полномочий                   | Посол                          | Годы жизни | Вручение верительных грамот | Комментарии          |
| --------------------------------- | ------------------------------ | ---------- | --------------------------- | -------------------- |
| СССР                              |                                |            |                             |                      |
| 5 февраля 1986 — 1987             | Александр Иванович Зинчук      | 1920—2000  |                             | По совместительству  |
| 1987 — 1988                       | Авды Овезкулиевич Кулиев       | 1936—2007  |                             | Временный поверенный |
| 23 марта 1988 — 1990              | Виктор Викторович Посувалюк    | 1940—1999  |                             |                      |
| 15 июня 1990 — 25 декабря 1991    | Александр Константинович Пацев | 1936—2024  |                             |                      |
| Российская Федерация              |                                |            |                             |                      |
| 25 декабря 1991 — 2 ноября 1996   | Александр Константинович Пацев | 1936—2024  |                             |                      |
| 18 марта 1997 — 5 декабря 2001    | Юрий Петрович Савостьянов      | 1937—      |                             |                      |
| 5 декабря 2001 — 26 августа 2005  | Владимир Иванович Носенко      | 1944—      |                             |                      |
| 26 августа 2005 — 1 ноября 2011   | Сергей Евгеньевич Иванов       | 1947—      |                             |                      |
| 1 ноября 2011 — 27 декабря 2013   | Сергей Николаевич Песков       | 1948—2014  |                             |                      |
| 27 декабря 2013 — 21 декабря 2017 | Энварбик Михайлович Фазельянов | 1949—      |                             |                      |
| 21 декабря 2017 — 9 ноября 2021   | Дмитрий Николаевич Догадкин    | 1967—      |                             |                      |
| 9 ноября 2021 — 8 октября 2024    | Илья Анатольевич Моргунов      | 1959—      | 9 мая 2022                  |                      |
| 8 октября 2024 — настоящее время  | Олег Владимирович Левин        | 1962—      | 9 апреля 2025               |                      |